# 氯化镍
二氯化镍，是化学式为NiCl2的化合物。无水二氯化镍为黄色，但它在自然界中很少见，仅在水氯镍石这样的矿石中可以发现，而更为人们所熟悉的是绿色的六水合二氯化镍（NiCl2·6H2O）。二氯化镍还有一系列已知的水合物，均为绿色。通常来讲，二氯化镍是化工合成中最重要的重要的镍源。镍盐均有致癌性。

## 制取
一般来讲，在大规模的工业生产中需要使用盐酸以除掉镍表层氧化物和精炼含镍矿石所产生的杂质。
六水合氯化镍（NiCl2·6H2O）很少在实验室中制备，因为它廉价而易长期储存。当在亚硫酰氯或氯化氢中加热时，六水合氯化镍会失去结晶水而回到无水形态。仅仅依靠加热无法获得无水二氯化镍。
NiCl2·6H2O + 6 SOCl2 → NiCl2 + 6 SO2  +  12 HCl
这一脱水过程中伴随着从绿到黄的颜色变化。

## 结构与性质
NiCl2采用CdCl2型结构。在这个结构中，每个Ni2+与六个Cl−配位，而每个Cl−均与3个Ni2+成配位键。在NiCl2中，Ni-Cl键有离子键特征。黄色的NiBr2和黑色的NiI2也采用类似的结构，但由于卤原子的填充方式不同，这两种镍的卤化物采用的是CdI2型结构。
与此相反，NiCl2·6H2O中含有反-[NiCl2(H2O)4] 单位和水分子。[NiCl2(H2O)4] 与邻近的水分子以微弱的作用力相连接。需要注意的是，分子式中的6个水分子，只有4个与镍络合成键，而另外两个剩余的水分子则成为了结晶水。六水合氯化钴(II)也有着相似的结构。
许多镍(II)的化合物都是顺磁性的，因为在每个金属原子上都有2个未成对的电子；然而，当镍形成构型为平面正方形的四配位络离子时，这些络合物呈反磁性。

## 配位化学
关于氯化镍的绝大多数都涉及到六水合镍离子，不过也有部分特殊反应需要在无水状态下进行。
由于H2O配体可以被氨、胺、硫醚、硫醇以及有机膦等其他配体迅速取代，所以从NiCl2·6H2O开始的反应可以被用来合成许多镍的络合物。在某些衍生物中，氯仍然位于内配位界，但已经被路易斯碱性更强的配体所取代。以下络合物可以作为例证：
| 化合物        | 颜色     | 磁性   | 空间构型   |
| ------------- | -------- | ------ | ---------- |
| [Ni(NH3)6]Cl2 | 紫罗兰色 | 顺磁性 | 八面体     |
| NiCl2(dppe)   | 橙色     | 反磁性 | 平面正方形 |
| [Ni(CN)4]2−   | 无色     | 反磁性 | 平面正方形 |
| [NiCl4]2−     | 黄褐色   | 顺磁性 | 四面体     |

某些氯化镍所衍生的络合物往往是两种空间构型不同的同分异构体的混合物，这些例子极好地说明了对于已知中心原子配位数的配合物的同分异构现象。例如，NiCl2(PPh3)2含有一个四配位的Ni(II)，在其溶液中，存在反磁性和顺磁性两种构型为平面正方形的同分异构体。镍平面正方形的配合物时常会形成五配位的加成物。
NiCl2 可以用来合成Ni(acac)2(H2O)2和可溶于苯的(Ni(acac)2)3，而后者是合成镍(1,5-环辛二烯)2（有机镍化学中重要材料）的原料。
当有脱水剂存在时，含有结晶水的氯化镍可以与乙二醇二甲醚（dme）反应生成络合物NiCl2(dme)2。dme这种配体不稳定，极易脱落。NiCl2(dme)2可以与环戊二烯基钠反应，生成夹层化合物二茂镍。

## 用途

### 有机合成中的应用
在有机合成中，NiCl2及它的水合物有时有着重要作用：
- 是一种温和的路易斯酸，例如促进二烯醇特定选择性异构化：

- 与CrCl2共用促使醛类和碘乙烯偶联合成烯丙醇。
- 当使用LiAlH4作还原剂时，使得反应只进行选择性还原，例如将烯烃还原成烷烃。
- 是硼化镍的母体，与NaBH4原位反应得到硼化镍。硼化镍类似于兰尼镍，可以有效用作对不饱和羰基化合物进行氢化时的催化剂。
- 与锌反应得到细镍粉，用于还原醛、烯烃和硝基苯等化合物。这种镍粉还可以用于武兹反应。
- 作碘苯和亚磷酸酯反应生成芳基二烷基膦酸酯的催化剂：

ArI + P(OEt)3 → ArP(O)(OEt)2 + EtI

### 其它用途
溶液用于电镀。